# Marcel Vandewiele

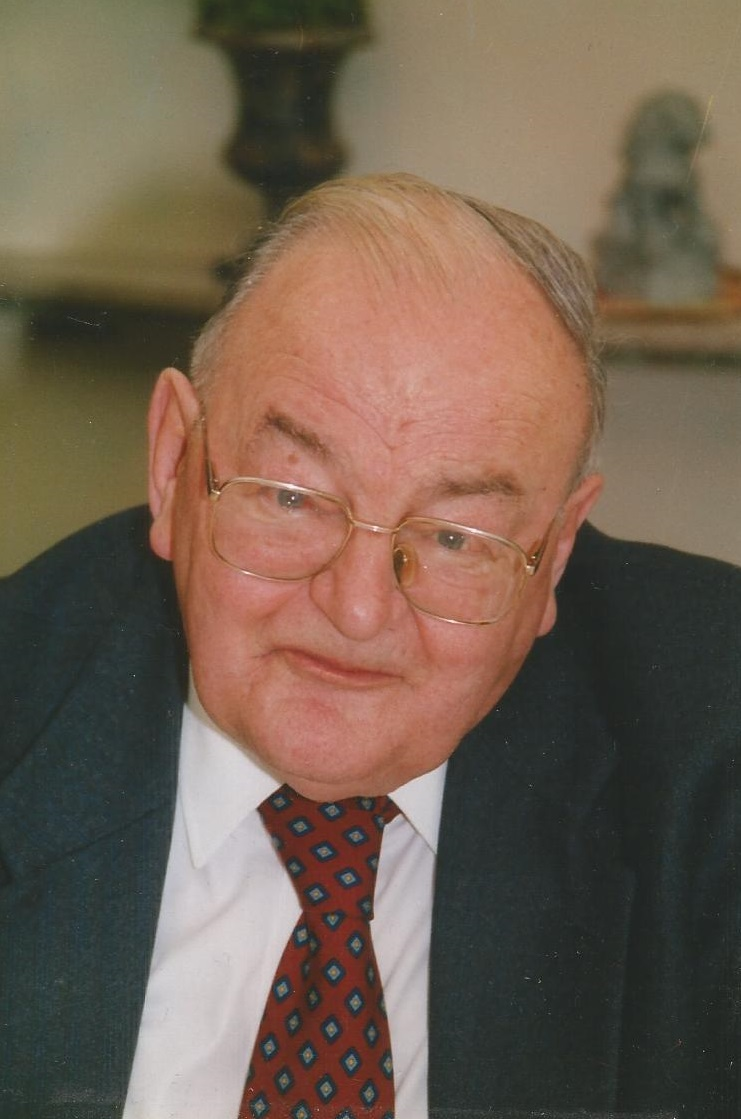
Marcel Vandewiele

Marcel Albert Vandewiele (Sint-Joris, 10 juli 1920 - Brugge, 18 juni 1999) was een Belgische politicus voor de CVP.

## Levensloop
Vandewiele was een zoon van Boudewijn Vandewiele en Martha Maenhout. Hij trouwde in 1949 met Magdalena D'Haene en ze hadden vijf kinderen.
Hij studeerde van 1934 tot 1937 voor typograaf-linotypist aan het Vrij Technisch Instituut van Brugge.

### KAJ
Hij was actief in de christelijke arbeidersbeweging, eerst als gewestelijk secretaris voor Brugge van de KAJ, wat hij was van 1937 tot 1939, en nationaal secretaris van de KAJ, een functie die hij uitoefende van 1939 tot 1943. Tijdens de Tweede Wereldoorlog was hij korte tijd krijgsgevangen. In 1943 werd hij clandestien nationaal voorzitter van de KAJ, wat hij zou blijven tot in 1948. Hij was werkweigeraar en dook onder. Na de oorlog was hij een trouwe metgezel van Jozef Cardijn in diens wereldreizen om overal in Europa, maar ook in Amerika en elders, de Wereld-KAJ op te richten. In 1946 was hij lid van het Jeugdcomité ter voorbereiding van de Jeugdbedevaart naar de IJzer. Hij was van 1948 tot 1950 ook lid van het bureau van de Jeugdraad van de Katholieke Vlaamse Landsbond. Hij tekende protest aan tegen de uitwassen van de Repressie en organiseerde met de KAJ meetings onder de slogan Een rechtsstaat tegen het geweld van de straat.
Tussen 1939 en 1948 was hij redactielid van "De Jonge werkman", "Mardijck", "Bevrijding", "Ons Leidersblad", "KAJ-leiding", "Jong-KAJ-leiding".

### ACW
In 1948 stapte hij over naar het Algemeen Christelijk Werkersverbond (ACW) en werd er van 1948 tot 1958 nationaal verantwoordelijke van de cultuur- en propagandadienst, van 1958 tot 1968 nationaal secretaris. Ook was hij redacteur van De Volksmacht, van 1959 tot 1965 bureaulid bij de Internationale Federatie van Katholieke Arbeidersbewegingen en van 1965 tot 1988 beheerder van De Volksverzekering DVV.
Binnen het ACW moedigde hij de aansluiting bij de Vlaamse Beweging aan. Hij was in 1950 medestichter en beheerder van de Vlaamse Volksbond, van 1951 tot 1953 was hij vertegenwoordiger van het ACW in de Vlaamse Volksraad, in 1952 werd hij algemeen secretaris van het Nationaal Guldensporencomité ter voorbereiding van de 650e verjaardag van de Slag van Groeninge, van 1948 tot 1953 was hij bestuurder van het Algemeen Nederlands Zangverbond (ANZ), van 1949 tot 1968 lid van het IJzerbedevaartcomité en van 1953 tot 1958 algemeen secretaris van de Dag van het Vlaamse Lied.

### CVP
Binnen de Christelijke Volkspartij (CVP) was hij van 1957 tot 1975 lid van het Nationaal Comité, van 1957 tot 1968 lid van het Nationaal Bureau, van 1960 tot 1970 beheerder van studiedienst CEPESS, lid van de Vereniging 'Christenen voor Europa', vanaf 1966 lid van de Nationale Commissie voor de Verbetering van de Betrekkingen tussen de Belgische Taalgemeenschappen en van 1978 tot 1984 was hij voor de CVP lid van het Bureau van de Europese Volkspartij.
In maart 1968 werd hij verkozen tot rechtstreeks gekozen senator voor het arrondissement Brugge, een mandaat dat hij ononderbroken vervulde tot in december 1979. Weliswaar was hij van december 1971 tot januari 1974 niet rechtstreeks verkozen, maar zetelde hij als gecoöpteerd senator in de Senaat. In de periode december 1971-december 1979 had hij als gevolg van het toen bestaande dubbelmandaat ook zitting in de Cultuurraad voor de Nederlandse Cultuurgemeenschap, die op 7 december 1971 werd geïnstalleerd en de verre voorloper is van het Vlaams Parlement.
Van januari tot oktober 1973 was hij staatssecretaris voor ruimtelijke ordening en huisvesting in de kortstondige regering-Leburton.
Vanaf 1972 werd hij afgevaardigde voor België in het Europees Parlement en in 1979 werd hij rechtstreeks in dit parlement verkozen. Van 1979 tot 1984 was hij er ondervoorzitter. In 1984 beëindigde hij zijn parlementaire loopbaan.
Van 1971 tot 1977 was hij gemeenteraadslid van Brugge. Hij was ook bestuurder van de Maatschappij voor Brugse Zeevaartinrichtingen (MBZ).

### Andere
Hij was verder ook van 1963 tot 1988 bestuurder van het Internationaal Bureau voor Sociaal Toerisme, van 1963 tot 1968 ondervoorzitter van de Hoge Raad voor Sociaal Toerisme, van 1966 tot 1987 voorzitter van het Vakantiecentrum Zon en Zee Westende, van 1967 tot 1968 beheerder van de BRT en van 1968 tot 1990 Prince van Eere van de Aloude Rederijkerskamer van de Heilige Geest. Ook was hij actief bij de Christelijke Bond der Gepensioneerden.

## Publicaties
- Televisie, Opium voor het Volk?, in: De Gids op maatschappelijk gebied, november 1956.
- De christelijke arbeidersbeweging en de Vlaamse vraagstukken, Brussel, 1961.
- Het ACW en de Vlaams-Waalse Verhoudingen, Brussel, 1963.
- Mijnheer Cardijn, in: G. Durnez, Jullie worden later gek dan wij, 1971.
- Toerisme en cultuur, in: De Gids op maatschappelijk gebied, 1971.